# أسيلا
أسيلا (بالأمهرية: አሰላ) هي مدينة، في إثيوبيا، تقع في أسيلا، بلغ عدد سكانها 110,088 نسمة.

## المناخ
يظهر الجدول التالي التغييرات المناخية على مدار السنة لأسيلا:
| البيانات المناخية لـأسيلا                 | البيانات المناخية لـأسيلا | البيانات المناخية لـأسيلا | البيانات المناخية لـأسيلا | البيانات المناخية لـأسيلا | البيانات المناخية لـأسيلا | البيانات المناخية لـأسيلا | البيانات المناخية لـأسيلا | البيانات المناخية لـأسيلا | البيانات المناخية لـأسيلا | البيانات المناخية لـأسيلا | البيانات المناخية لـأسيلا | البيانات المناخية لـأسيلا | البيانات المناخية لـأسيلا |
| الشهر                                     | يناير                     | فبراير                    | مارس                      | أبريل                     | مايو                      | يونيو                     | يوليو                     | أغسطس                     | سبتمبر                    | أكتوبر                    | نوفمبر                    | ديسمبر                    | المعدل السنوي             |
| ----------------------------------------- | ------------------------- | ------------------------- | ------------------------- | ------------------------- | ------------------------- | ------------------------- | ------------------------- | ------------------------- | ------------------------- | ------------------------- | ------------------------- | ------------------------- | ------------------------- |
| متوسط درجة الحرارة الكبرى °م (°ف)         | 22.0 (71.6)               | 22.6 (72.7)               | 23.3 (73.9)               | 23.3 (73.9)               | 23.1 (73.6)               | 21.7 (71.1)               | 19.7 (67.5)               | 19.6 (67.3)               | 19.9 (67.8)               | 21.5 (70.7)               | 21.2 (70.2)               | 21.4 (70.5)               | 21.6 (70.9)               |
| المتوسط اليومي °م (°ف)                    | 14.2 (57.6)               | 15.0 (59.0)               | 16.1 (61.0)               | 16.6 (61.9)               | 16.5 (61.7)               | 15.7 (60.3)               | 14.7 (58.5)               | 14.7 (58.5)               | 14.7 (58.5)               | 15.1 (59.2)               | 14.1 (57.4)               | 13.5 (56.3)               | 15.1 (59.2)               |
| متوسط درجة الحرارة الصغرى °م (°ف)         | 6.4 (43.5)                | 7.5 (45.5)                | 8.9 (48.0)                | 10.0 (50.0)               | 10.0 (50.0)               | 9.7 (49.5)                | 9.8 (49.6)                | 9.8 (49.6)                | 9.5 (49.1)                | 8.7 (47.7)                | 7.0 (44.6)                | 5.7 (42.3)                | 8.6 (47.4)                |
| الهطول مم (إنش)                           | 27 (1.1)                  | 57 (2.2)                  | 93 (3.7)                  | 105 (4.1)                 | 110 (4.3)                 | 123 (4.8)                 | 195 (7.7)                 | 205 (8.1)                 | 151 (5.9)                 | 54 (2.1)                  | 18 (0.7)                  | 9 (0.4)                   | 1٬147 (45.1)              |
| المصدر: Climate-Data.org, altitude: 2425m |                           |                           |                           |                           |                           |                           |                           |                           |                           |                           |                           |                           |                           |

## أعلام
- هايلي جبريسيلاسي
- فاتي تولا
- محمد أمان